# Güsten (Jülich)
Güsten is een plaats in de Duitse gemeente Jülich, deelstaat Noordrijn-Westfalen, en telt 1094 inwoners (2011).